# Colette (2018)
Colette is een Amerikaans-Brits-Hongaarse biografische film uit 2018, meegeschreven en geregisseerd door Wash Westmoreland over de Franse romanschrijfster Colette.

## Verhaal
Colette (Keira Knightley) komt einde negentiende eeuw van het platteland om te huwen met Willy (Dominic West), een oudere man en bekend literatuurcriticus en vestigt zich in Parijs. Het bijzondere literaire talent van Colette werd al snel door haar man onderkend. Op zijn aandringen schrijft ze een aantal autobiografische romans over haar schooljaren, die onder zijn eigen naam, “Willy“, worden gepubliceerd. Zo ontstaan tussen 1900 en 1903 haar vier min of meer autobiografische Claudine-romans. Het personage Claudine wordt een echt icoon in Parijs, maar Colette wordt dat niet omdat Willy het auteurskrediet opeist. Om haar eigen literaire stem terug te winnen, verlaat Colette haar man.

## Rolverdeling
| Acteur            | Personage           |
| ----------------- | ------------------- |
| Keira Knightley   | Colette             |
| Dominic West      | Willy               |
| Fiona Shaw        | Sido                |
| Denise Gough      | Missy               |
| Eleanor Tomlinson | Georgie Raoul-Duval |
| Aiysha Hart       | Polaire             |

## Release
Colette ging op 20 januari 2018 in première op het Sundance Film Festival.